# 莫那龙属
莫那龍屬是滄龍科的一屬，生存於白堊紀晚期。化石包含頭骨、脊椎、肋骨、以及鰭，發現於紐西蘭北島的霍克斯灣。莫那龍是種非常大型的滄龍類，身長12公尺，頭骨長度為78公分，是最長的滄龍亞科之一。
莫那龍的屬名意為「大海蜥蜴」，由毛利語的海（moana）與希臘文的蜥蜴（sauros）組成。種名則說指發現地所在的曼加桓加溪（Mangahouanga Stream）

## 外部連結
- Oceans of Kansas （页面存档备份，存于）

1. ↑  Wiffen, J. . New Zealand Journal of Geology and Geophysics. 1980, 23: 507–528. doi:10.1080/00288306.1980.10424122.